# Grote vaart
Grote vaart (Nederland) of lange omvaart (Vlaams) is een term uit de koopvaardij. Schepen die grote reizen maken, over de oceaan, varen op de grote vaart c.q. lange omvaart. Daartegenover staat short sea shipping, ook kustvaart genoemd, voor schepen die reizen maken meer in de buurt van kusten, zoals de oversteek van Nederland naar Engeland.